# Историческая критика
Историческая критика — совокупность приёмов, которыми пользуется историк для того, чтобы различать истину от лжи в исторических свидетельствах.

## Критика текста
Критика текста имеет своей целью решить вопрос о подлинности или подложности того или другого документа. Например, один из родоначальников исторической критики в новой Европе, итальянский гуманист XV века Лоренцо Валла, написал сочинение в доказательство подложности знаменитого Константинова дара, в подлинность которого верили в течение всего Средневековья.
Сам документ может быть подлинным, но сведения, заключающиеся в нём, могут быть неверными. Автор того или иного исторического источника нередко передаёт то, что сам узнал от других, занося в свое сочинение без всякой критики известное ему лишь по слухам. Нередко автор сам, сознательно или бессознательно, намеренно или ненамеренно, искажает факты, по отношению к которым был непосредственным свидетелем. Научность исторической работы должна основываться прежде всего на устранении из источников всего того, что может противоречить фактической достоверности.
Историческая критика дает выработанные опытным путём правила, как следует относиться к известиям, заключающимся в исторических источниках разных категорий. Главным общим основанием этих правил служит простой здравый смысл, но успешное применение их на практике возможно лишь при известного рода навыке, обладание которым свидетельствует о хорошей школе, пройденной историком. Тем не менее многие ученые пытались формулировать правила исторической критики, как особую методологическую дисциплину.

### Внешняя критика
Обычно историческую критику разделяют на внешнюю и внутреннюю. Под внешней критикой разумеют исследование, по отношению к каждому документу или памятнику, во-первых, есть ли он то, за что он себя выдает, и во-вторых, представляет ли он в действительности то, за что его до сих пор принимали. При исследовании источника с первой точки зрения могут быть обнаружены либо прямой подлог, либо какие-либо вставки в подлинный текст или другие искажения. При исследовании памятника со второй точки зрения могут быть устранены неверные представления о нём, составившиеся и утвердившиеся независимо от намерений автора. Таких случаев, когда учёные принимали тот или другой памятник за то, чем в действительности он не был, наука знает очень много.
Если установлена подлинность источника, весьма часто приходится решать вопросы о времени и месте его происхождения, о его авторе, о том, есть ли это первоисточник или же заимствования из какого-либо другого источника и т. п.

### Внутренняя критика
От этой внешней критики необходимо отличать критику внутреннюю, заключающуюся в решении вопроса о том, в каком отношении находятся заключающиеся в источниках известия к действительным фактам, то есть можно ли считать эти известия вполне достоверными, или только вероятными, или же следует отвергнуть самую возможность сообщаемых фактов. Основные вопросы решаются здесь путем исследования внутреннего достоинства источников, зависящего от характера самых источников, от индивидуальности автора, от влияний места и времени. При этом очень часто приходится проверять достоверность одних источников другими, причём многие источники об одном и том же факте могут в большей или меньшей степени или совпадать между собой, или друг другу противоречить.

## Разработанность темы
Во всех случаях исторической критики, как внешней, так и внутренней, от исследователя, кроме здравого смысла и навыка, требуются также беспристрастие и близкое знакомство с предметом исследования. Некоторые теоретики исторической критики указывают также на необходимость держаться золотой середины между легковерием и излишним скептицизмом. Самый новый трактат по исторической критике с указаниями литературы по теме — 4-я глава книги Э. Бернгейма «Lehrbuch der historischen Methode» (1889, 2-е изд.: 1894). Ряд замечаний, посвященных этой теме, можно найти в I томе «Русской истории» К. Н. Бестужева-Рюмина и в I томе «Опыта русской историографии» В. С. Иконникова. См. также статью Ф. Я. Фортинского «Опыты систематической обработки исторической критики» (Киевские Университетские Известия, 1884) и изданную отдельной брошюрой статью А. Тардифа «Основы исторической критики» (1894).
В более широком смысле название исторической критики дается критическому отношению, с исторической точки зрения, к самым явлениям, изучаемым исторической наукой; но такое словоупотребление нельзя считать правильным, и оно может порождать большие недоразумения.